# Ranczo pod Zieloną Siódemką
Ranczo pod Zieloną Siódemką (cz. Ranč u Zelené sedmy) – czeski serial komediowy.
W Czechach pierwszy odcinek ukazał się w 1998 roku.

## Spis odcinków
| N/o            | Polski tytuł                                           | Czeski tytuł                                     |
| -------------- | ------------------------------------------------------ | ------------------------------------------------ |
|                |                                                        |                                                  |
| SERIA PIERWSZA |                                                        |                                                  |
|                |                                                        |                                                  |
| 01             | O tym, jak zostaliśmy farmerami                        | Jak jsme se stali rančery                        |
|                |                                                        |                                                  |
| 02             | O tym, jak się rozmnożyliśmy                           | Jak jsme se rozmnožili                           |
|                |                                                        |                                                  |
| 03             | O tym, jak kosiliśmy                                   | Jak jsme kosili                                  |
|                |                                                        |                                                  |
| 04             | O tym, jak znaleźliśmy wodę                            | Jak jsme našli vodu                              |
|                |                                                        |                                                  |
| 05             | O tym, jak zarobiliśmy pierwsze pieniądze              | Jak jsme byli dohnáni k podnikání                |
|                |                                                        |                                                  |
| 06             | O tym, jak doczekaliśmy się prezentów                  | Jak jsme se božích darů dočkali                  |
|                |                                                        |                                                  |
| 07             | O tym, jak zaczęliśmy hodować konie                    | Jak jsme se stali chovateli koní                 |
|                |                                                        |                                                  |
| 08             | O tym, jak się pierwszy raz zakochałem                 | Jak jsem se poprvé zamiloval                     |
|                |                                                        |                                                  |
| 09             | O tym, jak tata budował traktor                        | Jak tatínek stavěl traktor                       |
|                |                                                        |                                                  |
| 10             | O tym, jak mama polubiła Prezencika                    | Jak maminka začala mít ráda Dárečka              |
|                |                                                        |                                                  |
| 11             | O tym, jak Elis nie zaznała szczęścia                  | Jak Elis ke štěstí nepřišla                      |
|                |                                                        |                                                  |
| 12             | O tym, jak babcię opętał duch pani Ćwierciakiewiczowej | Jak do babičky vstoupil duch Dobromily Rettigové |
|                |                                                        |                                                  |
| 13             | O tym, jak mama zapadła w sen zimowy                   | Jak maminka k zimnímu spánku ulehla              |
|                |                                                        |                                                  |
| 14             | O tym, jak wszyscy dostaliśmy klaustrofobii            | Jak jsme dostali všichni klaustrofobii           |
|                |                                                        |                                                  |
| SERIA DRUGA    |                                                        |                                                  |
|                |                                                        |                                                  |
| 15             | Piątek, trzynastego                                    | Černý pátek na Ranči                             |
|                |                                                        |                                                  |
| 16             | Jak odnaleźliśmy utracony raj                          | Jak jsme znovu našli ztracený ráj                |
|                |                                                        |                                                  |
| 17             | Jak wybuchła wojna czesko-amerykańska                  | Jak vypukla česko-americká válka                 |
|                |                                                        |                                                  |
| 18             | Jak ściągnęliśmy na siebie międzynarodową hańbę        | Jak jsme zažili mezinárodní ostudu               |
|                |                                                        |                                                  |
| 19             | Jak kręciliśmy ukrytą kamerą                           | Jak jsme neváhali a točili                       |
|                |                                                        |                                                  |
| 20             | Jak na ranczo nastały lepsze czasy                     | Jak se nad rančem zablýsklo na lepší časy        |
|                |                                                        |                                                  |
| 21             | Jak powróciliśmy w poprzedni wiek                      | Jak jsme se vrátili do minulého století          |
|                |                                                        |                                                  |
| 22             | Jak dotarliśmy do finału                               | Jak jsme se probojovali do finále                |
|                |                                                        |                                                  |
| 23             | Jak zacząłem mieć dobre pomysły                        | Jak jsem začal mít dobré nápady                  |
|                |                                                        |                                                  |
| 24             | Jak wskrzesiliśmy Joachima Krausa                      | Jak jsme vzkřísili Joachima Krauseho             |
|                |                                                        |                                                  |
| 25             | Jak przeżyliśmy szok                                   | Jak jsme všichni utrpěli šok                     |
|                |                                                        |                                                  |
| 26             | Jak Elis pojechała rajdowo                             | Jak Elis jela rallye                             |
|                |                                                        |                                                  |
| 27             | Jak mieliśmy niemowlaków i Japończyków                 | Jak jsme měli kojence i Japonce                  |
|                |                                                        |                                                  |
| 28             | Jak spełniła się przepowiednia                         | Jak se věštba splnila                            |
|                |                                                        |                                                  |
| SERIA TRZECIA  |                                                        |                                                  |
|                |                                                        |                                                  |
| 29             |                                                        | Jak jsme se vším praštili                        |
|                |                                                        |                                                  |
| 30             |                                                        | Jak se Elis postavila globalizaci                |
|                |                                                        |                                                  |
| 31             |                                                        | Jak se v naší rodině rozmohlo kuplířství         |
|                |                                                        |                                                  |
| 32             |                                                        | Jak jsme závodili                                |
|                |                                                        |                                                  |
| 33             |                                                        | Jak jsme mechanizovali naši rostlinnou výrobu    |
|                |                                                        |                                                  |
| 34             |                                                        | Jak jsme se stali závisláky                      |
|                |                                                        |                                                  |
| 35             |                                                        | Jak jsme se vzbouřili                            |
|                |                                                        |                                                  |
| 36             |                                                        | Jak jsme se léčili ze závislosti                 |
|                |                                                        |                                                  |
| 37             |                                                        | Jak jsme mamince plnili její sen                 |
|                |                                                        |                                                  |
| 38             |                                                        | Jak se nám ztracená dcera navrátila              |
|                |                                                        |                                                  |
| 39             |                                                        | Jak jsme se neodvážili zeptat                    |
|                |                                                        |                                                  |
| 40             |                                                        | Jak jsem málem přišel o život                    |
|                |                                                        |                                                  |
| 41             |                                                        | Jak jsme se všichni drbali                       |
|                |                                                        |                                                  |
| 42             |                                                        | Jak kostky byly vrženy                           |
|                |                                                        |                                                  |